# Cataraqui River
Cataraqui River är ett vattendrag i Kanada.   Det ligger i provinsen Ontario, i den sydöstra delen av landet, 140 km söder om huvudstaden Ottawa.
Trakten runt Cataraqui River består till största delen av jordbruksmark. Runt Cataraqui River är det glesbefolkat, med 9 invånare per kvadratkilometer.